# الإصلاحات العمرية
أجرى عمر بن الخطاب وهو الخليفة الثاني للمسلمين، وحكم في الفترة من 634 إلى 644 م، العديد من الإصلاحات الإدارية وأشرف عن كثب على السياسة العامة، وأنشأ إدارة متقدمة للأراضي التي تم فتحها حديثًا، بما في ذلك العديد من الوزارات والبيروقراطيات الجديدة، فضلاً عن الأمر بإجراء إحصاء لجميع الأراضي الإسلامية. وفي عهده تم تأسيس مدينتي البصرة والكوفة، وفي عام 638 قام بتوسيع وتجديد المسجد الحرام بمكة والمسجد النبوي بالمدينة المنورة، كما بدأ عملية تدوين الشريعة الإسلامية.

## الإصلاحات

### الإصلاحات السياسية
وكان الخليفة عمر هو أول من أنشأ إدارة خاصة للتحقيق في الشكاوى المقدمة ضد ضباط الدولة، حيث كان هذا القسم بمثابة محكمة إدارية، حيث كان عُمر يقود الإجراءات القانونية شخصياً. وكان القسم تحت مسؤولية محمد بن مسلمة، أحد رجال عمر الأكثر ثقة. وفي قضايا مهمة، أوفد عمر محمد بن مسلمة للتوجه إلى الموقع والتحقيق في التهمة واتخاذ الإجراء، وفي بعض الأحيان يتم تشكيل لجنة تحقيق للتحقيق في التهمة، وفي بعض الأحيان كان يتم استدعاء الضباط الذين تم تلقي الشكاوى ضدهم إلى عاصمة الخلافة المدينة المنورة، ويتم توجيه الاتهام إليهم أمام المحكمة الإدارية التابعة لعمر، عُرف عمر بهذا الجهاز الاستخباراتي القوي والذي من خلاله جعل مسؤوليه مُحاسبين وقيل أيضاً أن هذه الخدمة كانت تثير الخوف في نفوس رعاياه. فعند اكتشاف أي فضيحة من أي مسؤول يتم التحقيق من خلال إدارة خاصة للمحاسبة يرأسها محمد بن مسلمة وإذا ثبت إدانته يتم عزله على الفور من منصبه وتختلف عقوبته من العلنية، أما العقوبات المهينة فتكون الجلد، قبل تعيين أي مسؤول، كان يتم تسجيل جميع الأصول المالية وتفاصيل هذا المسؤول ويتم فحصها كل عام.

### الإصلاحات العسكرية
نظم الخليفة عمر الجيش باعتباره وزارة خارجية، تم تقديم هذا الإصلاح في عام 637 وكانت البداية مع قبيلتي قريش والأنصار وامتد النظام تدريجياً ليشمل شبه الجزيرة العربية بأكملها ومن ثم إلى المسلمين في الأراضي التي تم فتحُها حديثاً، تم إعداد سجل لجميع البالغين القادرين الذين يمكن استدعاؤهم للحرب والجهاد، وتم تحديد جدول الرواتب، جميع الرجال المسجلين كانوا خاضعين للخدمة العسكرية، وقد تم تقسيمهم إلى فئتين، وهما:
1. أولئك الذين شكلوا الجيش النظامي الدائم.
2. أولئك الذين عاشوا في منازلهم، ولكن كان من الممكن أن يتم استدعاؤهم إلى الثغور كلما دعت الحاجة.

كان يتم صرف أجر الجندي في أول شهر محرم، يتم دفع البدلات خلال موسم الحصاد، وكانت جيوش الخلفاء تتقاضى في الغالب رواتب نقدية، وعلى النقيض من العديد من الأنظمة السياسية في فترة ما بعد الرومان في أوروبا، فإن منح الأراضي، أو حقوق تحصيل الضرائب مباشرة من الدافعين، كانت ذات أهمية ثانوية فقط، وكانت النتيجة الرئيسية لذلك هي أن الجيش اعتمد بشكل مباشر على الدولة من أجل بقائه، وهو ما يعني بدوره أن على الجيش السيطرة على جهاز الدولة.
تتم الترقيات في الجيش على أساس مدة الخدمة أو الجدارة الاستثنائية، وكانت الوظيفة تعييناً وليست رتبة. فحين يتم تعيين ضباط لقيادة المعركة أو الحملة، يمكن أن يجدوا أنفسهم في رتبتهم ما قبل قيادة المعركة بمجرد الانتهاء من العملية، يتم منح إجازة غياب لرجال الجيش على فترات منتظمة، وحصلت القوات المتمركزة في الثغور البعيدة على إجازة بعد أربعة أشهر من الخدمة. كان يرافق كل فيلق من الجيش ضابط خزانة ومحاسب وقاضي وعدد من المترجمين بالإضافة إلى عدد من الأطباء والجراحين، تم تنفيذ الرحلات الاستكشافية حسب المواسم. تم إجراء الرحلات الاستكشافية والحملات العسكرية إلى البلدان الباردة خلال فصل الصيف، بينما في البلدان الحارة يتم في فصل الشتاء. كما أنشأ الخليفة عمر معسكرات في مواقع استراتيجية في جميع أنحاء الخلافة للتعامل مع أي حالة طوارئ بكفاءة وسرعة، أسس عمر حاميات الكوفة وبصرى والفسطاط، وكانت أيضاً عواصم ولايات.

### الإصلاح الاجتماعي
تم تقديم مفاهيم الرعاية الاجتماعية والمعاشات التقاعدية للشريعة الإسلامية المبكرة مثل الزكاة (ضريبة الصدقة)، وهي أحد أركان الإسلام الخمسة، وفي عهد الخليفة عمر، تم استخدام الضرائب (بما في ذلك الزكاة والجزية) التي تم جمعها في بيت مال المسلمين التابع لدولة الخلافة، الإسلامية لتوفير الدخل للمحتاجين، بما في ذلك الفقراء وكبار السن والأيتام والأرامل والمعاقين بغض النظر عن أديانهم وأعراقهم، ووفقاً للفقيه الإسلامي أبو حامد الغزالي (1058-1111)، كان من المتوقع أيضاً أن تقوم الحكومة بتخزين الإمدادات الغذائية في كل منطقة في حالة حدوث كارثة أو مجاعة، وبالتالي يمكن اعتبار الخلافة أول دولة رفاهية كبرى في العالم.

### الإصلاحات الدينية
صلى النبي محمد صلى الله عليه وسلم في البداية التراويح، وهي صلاة إسلامية تقام فقط خلال شهر رمضان، وذلك في جماعة لكنه توقف عن هذه الممارسة لاحقاً خوفاً من أن يبدأ المسلمون في الاعتقاد بأن الصلاة إلزامية وليست سنة.  وفي عهد خلافته، أعاد عمر ممارسة صلاة التراويح جماعة حيث لم يعد هناك أي خوف من أن يأخذها الناس على أنها إلزامية.